# Robopsicología
La robopsicología es un término acuñado por Isaac Asimov, en su novela de ciencia ficción Yo, robot. Llama de esta forma a la ciencia que estudia los procesos mentales de los seres artificiales.

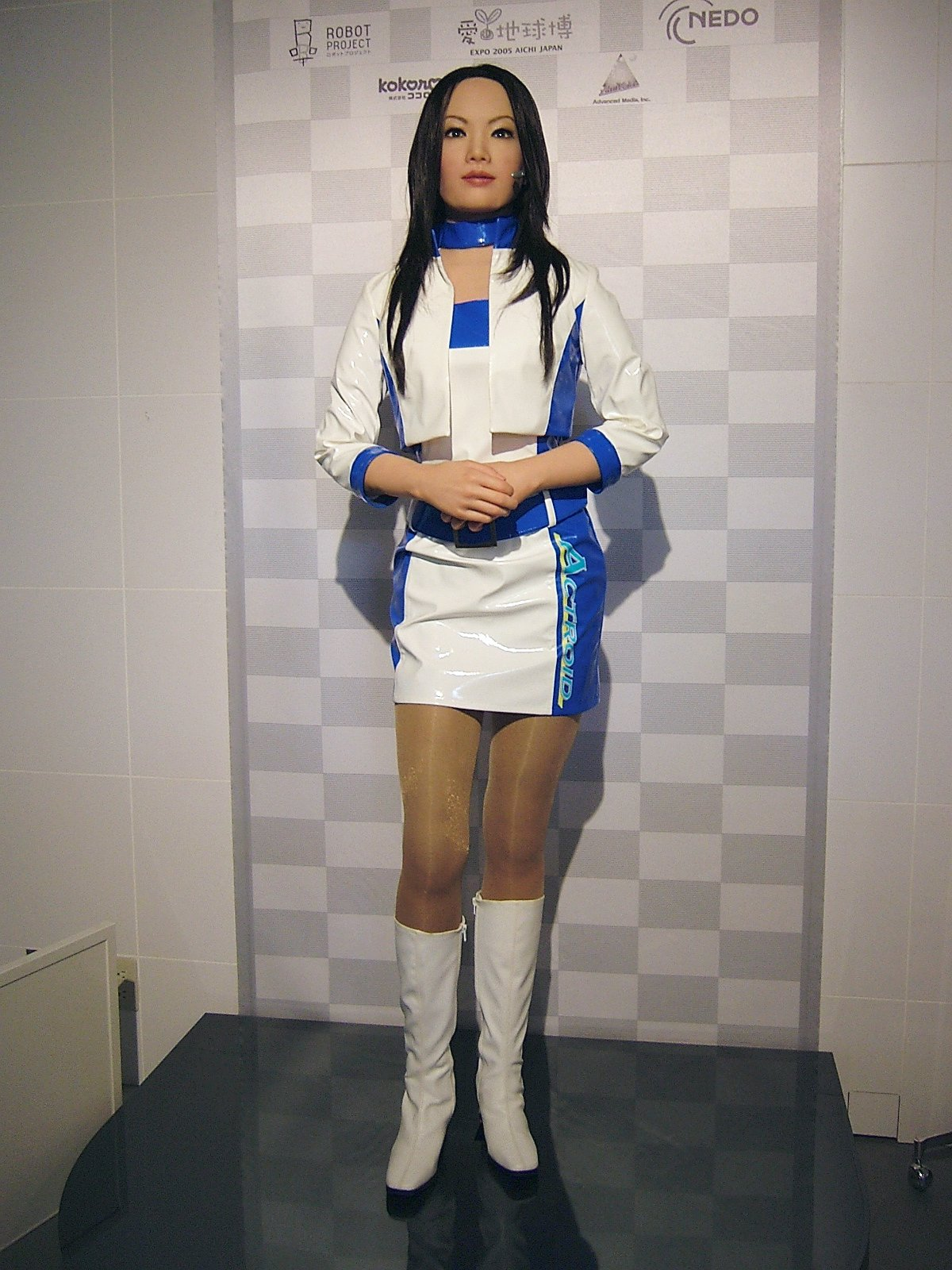
Robot de apariencia femenina de Expo 2005, Nagakute (Aichi).

El personaje la doctora Susan Calvin es una robopsicóloga experta en esta ficticia rama de la ciencia. Los robots de Asimov, son seres inteligentes, aunque sujetos a la lógica y a las tres leyes de la robótica, pero a veces sufren ambigüedades que necesitan del trabajo de un psicólogo de robots.
En las novelas de Asimov se dan unas argumentaciones complejas que permiten vislumbrar como serían los conflictos en una sociedad en la que robots y humanos se relacionan en algunas ocasiones de forma conflictiva. Especialmente cuando no es fácil diferenciar entre los unos y los otros a primera vista.
A medida que se desarrolle la inteligencia artificial es probable que esta ciencia pase de la ficción a la realidad. Muchos autores importantes creen que el paso hacia organismos cibernéticos está mediado por las tres leyes de la robótica.
- Datos: Q7353298